# Николай Курбанов
Николай Курбанов (роден на 21 септември 1954 г.) е бивш български футболист, полузащитник. В своята кариера играе за Локомотив (Пловдив), Академик (Свищов) и Спартак (Пловдив). В А група има 151 мача с 28 гола – 130 мача с 25 гола за Локомотив (Пд) и 21 мача с 3 гола за Академик (Св).
Между 1974 г. и 1976 г. Курбанов изиграва 7 мача за националния отбор на България.

## Биография
Курбанов израства в школата на Локомотив (Пловдив). Включен е в мъжкия състав на 18-годишна възраст през 1972 г. За 5 сезона записва 100 мача с 25 гола в А група. С Локомотив става вицешампион през сезон 1972/73 и бронзов медалист през 1973/74. С отбора има общо 5 мача с 1 гол в турнира за Купата на УЕФА. Разписва се при победата с 3:1 срещу унгарския Дьор ЕТО на 18 септември 1974 г.
През лятото на 1977 г. Курбанов преминава в друг елитен по това време отбор – Академик (Свищов). През сезон 1977/78 изиграва 21 мача и бележи 3 гола, но Академик завършва на последно място и изпада от елита. Той остава в Свищов още 3 сезона, в които записва 110 мача с 35 гола в Северната Б група.
През 1981 г. Курбанов се завръща в Локомотив (Пловдив), който по това време е част от Южната Б група. Записва 64 мача с 11 гола за клуба във втория ешелон. През сезон 1982/83 помага на отбора да си осигури промоция за А група, а освен това Локомотив печели Купата на Съветската армия. През сезон 1983/84, който е последен за него в елитното ни първенство, участва във всички 30 мача.
През 1984 г. Курбанов преминава в Спартак (Пловдив), където приключва футболната си кариера.

## Успехи
Локомотив (Пд)
- А група:
  -  Вицешампион: 1972/73
  -  Бронзов медалист: 1973/74

- Купа на Съветската армия:
  -  Носител: 1982/83